# Communauté de communes du Mirebalais
Die Communauté de communes du Mirebalais ist ein ehemaliger französischer Gemeindeverband mit der Rechtsform einer Communauté de communes im Département Vienne in der Region Nouvelle-Aquitaine. Sie wurde am 23. Januar 2013 gegründet und umfasste 12 Gemeinden. Der Verwaltungssitz befand sich im Ort Mirebeau.

## Historische Entwicklung
Mit Wirkung vom 1. Januar 2017 fusionierte der Gemeindeverband mit
- Communauté de communes du Neuvillois sowie
- Communauté de communes du Vouglaisien

und bildete so die Nachfolgeorganisation Communauté de communes du Haut-Poitou. Gleichzeitig schloss sich die Gemeinde Champigny-le-Sec mit der aus der Communauté de communes du Vouglaisien stammenden Gemeinde Le Rochereau zu einer
Commune nouvelle unter dem Namen Champigny-en-Rochereau zusammen.

## Ehemalige Mitgliedsgemeinden
1. Amberre
2. Champigny-le-Sec
3. Cherves
4. Chouppes
5. Coussay
6. Cuhon
7. Maisonneuve
8. Massognes
9. Mirebeau
10. Thurageau
11. Varennes
12. Vouzailles